# 땅귀개
땅귀개 또는 땅귀이개(Utricularia bifida)는 통발과의 여러해살이풀이다.

## 생태
땅속줄기는 흰색의 실 모양인데 여러 개의 벌레 잡는 주머니를 가지고 있다. 잎은 땅속 줄기에서 뻗어나오며 주걱 모양이다. 꽃은 황색으로 여름에서 가을에 걸쳐 10cm 정도의 꽃줄기 윗부분에 달리게 된다. 한편, 꽃이 진 후에는 꽃밥이 커져서 귀이개 모양이 되는데, 이러한 이유에서 땅귀이개라는 이름이 붙었다. 열매는 10~11월경에 맺으며 둥글고 지름이 3.5mm 정도다.
주로 습지에서 자라며 한국의 중부 이남에 분포하고 있다.

## 관리 및 번식법
관리법 : 물기가 많은 화단에 심는다.
번식법 : 11월에 받은 종자를 저장 후 이듬해 봄 화단에 뿌리거나 새싹이 올라올 때 뿌리부분을 여러 개로 나누어 심는다.

## 참고 문헌
- 이 문서에는 다음커뮤니케이션(현 카카오)에서 GFDL 또는 CC-SA 라이선스로 배포한 글로벌 세계대백과사전의 내용을 기초로 작성된 글이 포함되어 있습니다.